# 外高加索民主聯邦共和國
外高加索民主联邦共和国是1918年4月22日至5月28日短暂存在于高加索的主权国家，包含今亞美尼亞、阿塞拜疆、格鲁吉亚绝大部分领土和俄罗斯、土耳其少量国土。联邦宣告成立仅一个月格鲁吉亚就宣布独立，亚美尼亚与阿塞拜疆随后跟进。
共和国所在地原属俄罗斯帝国，帝国随1917年二月革命瓦解，临时政府掌权。高加索情况类似，由外高加索特别委员会控制。布尔什维克经十月革命掌权，外高加索委員部取代外高加索特别委员会。第一次世界大战如火如荼，外高加索委员部1918年3月与侵略高加索的奥斯曼帝国和谈，但奥斯曼帝国不承认委员部权威，谈判很快不欢而散。俄国随《布列斯特-立陶夫斯克條約》退出战争，向奥斯曼帝国割让部分外高加索，但奥斯曼帝国继续入侵以期控制高加索全境。面对迫在眉睫的威胁，委员部1918年4月22日解散，外高加索民主联邦共和国宣告成立。奥斯曼帝国马上承认新共和国，外高加索组建议会直接和帝国谈判。
亚美尼亚人、阿塞拜疆族、喬治亞人三大民族目标不一，危及国家稳定和统一。1918年5月和谈再度破裂、奥斯曼帝国磨刀霍霍之际，格鲁吉亚议员宣布联邦共和国无以为继，喬治亞民主共和國5月26日宣布独立。两天后亚美尼亚共和国与亞塞拜然民主共和國独立，联邦共和国土崩瓦解。外高加索民主联邦共和国仅存在一个多月，研究高加索地区国家与民族的历史学家基本不将其视为国家，只看作三大继承国走向独立的第一阶段。

## 历史

### 背景
俄罗斯帝国19世纪上半叶吞并南高加索大部分地区，为直接统治早在1801年就设立高加索總督區，此后几十年地方自治削弱，中央统治稳固，总督区权力在1845年显著提升。格鲁吉亚人为卡爾特利-卡赫蒂王國选定的首都梯弗里斯（今第比利斯）变成总督区所在地，是南高加索事实上的首府。南高加索绝大部分地区是农村，除梯弗里斯外只有巴库一个大城市，该市直到19世纪末高加索开始出口石油才逐渐成长为主要经济枢纽。南高加索的民族组成多种多样，亚美尼亚人、阿塞拜疆族、格鲁吉亚人三足鼎立，俄罗斯人也在帝国吞并当地后站稳脚跟。
第一次世界大战1914年爆发，俄罗斯与奥斯曼帝国交手的高加索是主要战区。俄国人连连得胜并深入奥斯曼帝国领土，但担心高加索占绝对多数的穆斯林会继续效忠伊斯兰教精神领袖哈里发、苏丹穆罕默德五世袭扰俄军。俄罗斯与奥斯曼都想利用边境地区生活的亚美尼亚人，想方设法煽动起义。奥斯曼政府战败后对亚美尼亚人反戈相向，1915年发动亚美尼亚种族灭绝，杀害约百万亚美尼亚人。
俄罗斯帝国随1917年二月革命土崩瓦解，俄國臨時政府掌权。高加索总督尼古拉大公起初表示支持新政府，但仍随帝国权力削弱被迫辞职。1917年3月22日（旧历3月9日），临时政府新设外高加索特别委员会，其中包括高加索地区国家杜马代表和其他地方领袖，旨在采用“集体总督制”领导，地方各民族都有代表。当地还像彼得格勒一样建立双重政权体制，外高加索特别委员会与苏维埃竞争。彼得格勒政府对特别委员会态度冷淡，后者难以同苏维埃、特别是梯弗里斯苏维埃抗衡。

### 外高加索委员部
1917年11月7日（旧历10月25日），布尔什维克经十月革命在彼得格勒上台，消息次日传到高加索。梯弗里斯苏维埃开会后宣布反对布尔什维克，三天后格鲁吉亚孟什维克诺伊·佐达尼亚率先倡导地方政府自治，宣称布尔什维克非法夺权，高加索不应遵循他们的指示，应该静待秩序恢复。11月28日（旧历11月15日），梯弗里斯苏维埃、外高加索特别委员会与其他团体各派代表磋商决定撤销外高加索特别委员会，新设与布尔什维克没有从属关系的外高加索委員部。委员部由外高加索四大民族（亚美尼亚人、阿塞拜疆族、格鲁吉亚人、俄罗斯人）代表组成，取代特别委员会的南高加索政府地位，计划行使职权直至1918年1月俄国立宪会议召开。格鲁吉亚人叶甫盖尼·盖盖奇科里任委员长兼对外事务委员，其他要职由四大民族瓜分。建立新政府本意在于临时过渡，委员部的治理力度不强，非常依赖几乎同时成立、基本按民族立场泾渭分明的民族委员会。委员部缺乏军事支持，基本上通过法律也无权执行。
俄罗斯和奥斯曼军队表面上仍在交战，双方1917年12月18日（旧历12月5日）签署《埃尔津詹停战协定》临时停火。1918年1月16日（旧历1月3日），奥斯曼外交官邀请委员部到布列斯特－里托夫斯克参加和谈，布尔什维克也在和同盟国谈判结束战争。外高加索委员部无意独立于俄罗斯行事，没有答复邀请，也没参加和谈。两天后，俄国立宪会议在1月18日（旧历1月5日）首度会晤，布尔什维克随即解散大会，稳固对俄罗斯的统治权。此举导致委员会不可能认真考虑与布尔什维克合作，转为组建更正式的政府。停火维持到1月30日（旧历1月17日），奥斯曼帝国再度挥军攻入高加索，宣称此举旨在报复亚美尼亚民兵对被占奥斯曼领土穆斯林人口的零星袭击。俄军基本撤离前线，委员部无力抵御奥斯曼帝国的全面推进，于是在2月23日同意和谈。

### 议会

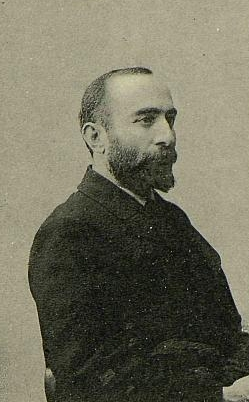
议会主席尼古拉·齐赫泽

设立外高加索立法机构的构想源自1917年11月，但没有马上落实。一月立宪会议解散后，委员部领导人深知与俄罗斯的关系断绝，他们不想听从布尔什维克指挥，同意自组议会建立合法政府，以更合适的身份与奥斯曼帝国谈判。2月23日，委员部在梯弗里斯创建议会。
议会代表直接采用立宪会议选举结果，不再另办选举，入选门槛降至立宪会议代表三分之一，这样入选人数更多，小党派也有席位。格鲁吉亚孟什维克尼古拉·齐赫泽推为主席，议会共有十个政党。代表三大民族的三大政党代表最多：格鲁吉亚孟什维克与阿塞拜疆穆萨瓦特党各30人，亚美尼亚革命联盟27人。布尔什维克抵制议会，声称俄罗斯包括外高加索，人民委员会是唯一的合法政府。
议会权威从一开始就面临挑战，民族和政治成分复杂、权威地位不明导致内外冲突不断。 议会非常依赖三大民族团体组成的民族委员会，只能在其支持下运作。奥斯曼提出恢复和谈，并且愿意到议会所在地梯弗里斯会晤，但议会担心这只会让对方看到内部分歧，最后同意把会议地点设在安納托利亞东北部的特拉布宗。

### 特拉布宗和会
外高加索议会代表团计划3月2日出发赶赴特拉布宗，但当天布列斯特－里托夫斯克和谈结束的消息传来，俄国将签署和约。根据《布列斯特-立陶夫斯克條約》，俄罗斯放弃1877至1878年俄土战争后吞并的大片外高加索领土交给奥斯曼帝国，包括阿爾達漢、巴統州、卡尔斯州。如此剧变迫使代表团推迟行程重新考虑立场。外高加索没有参与布列斯特－里托夫斯克和谈，他们将消息告知世界各国政府，表示不会遵守根本没参与谈判的条约，更不会撤离上述地区。代表团3月7日启程，次日抵达特拉布宗。全团共有十名代表，分别代表议会不同民族与政治派系，护卫共有50人，阵营可谓异常庞大，以至和谈组织方要求护卫解除武装。奥斯曼官员笑称“如果这已经是外高加索所有人口，那的确很少；但若只是代表团可就实在太多”。
代表团等待和谈启动期间，奥斯曼帝国第三集团军司令瓦希比帕夏3月10日联络听命外高加索委员部的前俄罗斯将领叶夫根尼·列别丁斯基，要求对方遵照《布列斯特-立陶夫斯克條約》规定撤离阿尔达汉、巴统州、卡尔斯州。他还通知听命委员部的伊利亚·奥德谢利泽，鉴于亚美尼亚势力袭击埃尔祖鲁姆附近居民，奥斯曼军队为维持和平必须推进，警告任何敌对行动将遭武力打击。议会主席齐赫泽直接答复，外高加索已派代表团到特拉布宗和谈，外高加索议会不承认俄国权威，因此不承认《布列斯特-立陶夫斯克條約》。3月11日奥斯曼军队开始攻打埃尔祖鲁姆，获胜无望之下，绝大多数亚美尼亚守军在24小时内转移。
特拉布宗和会3月14日开幕，奥斯曼首席代表拉乌夫·奥尔贝在第一次会议上询问外高加索代表团代表哪方势力。外高加索代表团也不知道他们究竟代表哪个国家，首席代表阿卡基·钦克利无法明确回答。两天后劳夫再度询问，同时要求钦克利明确所属国家的构成，以便确定是否符合《国际法》的国家标准。钦克利称外高加索十月革命后就没有中央权力机构，当地设立独立政府、讨论是否接受邀请参加布列斯特－里托夫斯克和谈时的做法与独立国家一致，即便尚未明确宣布独立也符合主权国家标准。劳夫认为人民委员会拥有俄罗斯全境的权威地位，奥斯曼帝国邀请外高加索委员部参与和谈不代表正式承认外高加索是主权国家。劳夫最后表示，布列斯特－里托夫斯克和谈留有部分经济和商业问题，这才是奥斯曼代表前来特拉布宗的目标。钦克利等人几乎别无选择，只能要求短暂休会，以便联络议会决定如何继续。

## 成立

### 奥斯曼帝国再度入侵
特拉布宗休会期间，奥斯曼军队继续深入外高加索，三月结束前就穿过俄罗斯帝国边境。外高加索议会探讨最佳方案，大部分代表赞成走政治途径。3月20日奥斯曼代表提出，外高加索必须宣布独立、确认不再隶属俄罗斯才能回到谈判桌。格鲁吉亚人过去几年曾深入探讨独立理念，但因领导人担心俄罗斯反对、孟什维克的政治意识形态与民族主义渐行渐远作罢。
钦克利4月5日已同意把《布列斯特-立陶夫斯克條約》当成继续谈判的基础，敦促外高加索议会接受立场。他起初要求外高加索保留巴统，声称这是当地主要港口，拥有不可或缺的经济地位。奥斯曼代表明确表示《布列斯特-立陶夫斯克條約》内容没得商量，钦克利最后让步。据钦克利回忆，4月9日他同意根据《布列斯特-立陶夫斯克條約》进一步谈判，同时要求其他同盟国参与。劳夫表示外高加索是独立国家才能提这种要求。
奥斯曼官员对毫无成果的谈判感到厌倦，知道争议领土完全可以靠武力占领，于是向巴统守军发出最后通谍，要求对方4月13日前撤退。钦克利深知巴统的重要地位，但在《布列斯特－里托夫斯克条约》规定下不得不接受该城落入奥斯曼之手；议会的格鲁吉亚代表强烈主张保留巴统，盖盖奇科里声称守御该城不难。格鲁吉亚孟什维克伊拉克利·策烈铁里发表慷慨激昂的演说呼吁保卫巴统，要求议会谴责《布列斯特－里托夫斯克条约》。1915年亚美尼亚种族灭绝后奥斯曼帝国持续打击亚美尼亚平民，亚美尼亚代表一直主张武力对抗，只有阿塞拜疆族拒绝参战，不想与穆斯林同胞同室操戈。阿塞拜疆族代表不足以改变结果，议会4月14日向奥斯曼帝国宣战。投票结束后策烈铁里与佐达尼亚马上加入巴统守军，议会命令还在特拉布宗的代表团立即返回梯弗里斯，部分阿塞拜疆违抗命令留在特拉布宗，希望还有潜在谈判机会，但徒劳无功。

### 建国
奥斯曼部队的优势立显，4月14日就占领巴统，守军抵抗非常薄弱。奥斯曼军队继续攻打卡爾斯，但三千亚美尼亚军人在大炮支援下坚守城池直到4月25日完成转移。奥斯曼已经取得绝大多数想要的领土，不想再牺牲军人生命，于4月22日再度提出停火，等待外高加索答复。
面对奥斯曼的军事优势，格鲁吉亚民族委员会认为外高加索除宣布独立外别无选择。格鲁吉亚代表4月22日在议会引领辩论，称奥斯曼代表已经同意，只要外高加索独立就恢复和谈。议会起初难达一致，亚美尼亚革命联盟普遍认为此时最重要的是阻挡奥斯曼军队前进，而且不愿放弃这么多领土；代表阿塞拜疆族的穆萨瓦特党仍无法下决心对抗穆斯林同胞，但承认确保外高加索不被外来势力瓜分的唯一途径就是独立。议会只有社会革命党提出主要反对意见，代表列夫·图马诺夫声称外高加索人民不支持独立。他还指出，穆萨瓦特党声称是出于“良知而非恐惧”主张独立，这实际上是“恐惧且昧良心”的表现。他的发言最后宣称，在座诸位将来都会后悔。
辩论结束后，格鲁吉亚孟什维克提出动议，由议会“宣布外高加索是独立的民主联邦共和国”。不愿投票支持的代表离场，动议通过时基本无人反对。新成立的外高加索民主联邦共和国马上把独立的消息告知瓦希比帕夏，表示愿意接受《布列斯特－里托夫斯克条约》、将卡尔斯拱手相让。奥斯曼帝国4月28日承认外高加索民主联邦共和国，但军队继续推进，很快就占领埃尔斯伦和卡尔斯。

### 独立

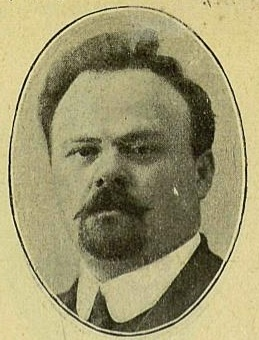
阿卡基·钦克利担任共和国总理兼外长

共和国成立后还没有内阁引领新政府，外高加索委员部已在国家独立的同时解散，盖盖奇科里自认没有足够支持，拒绝继续担任领导人。外高加索议会辩论达成共识由钦克利任总理，但他无意出任临时职务，只愿在新内阁成立后上任。4月26日内阁人选敲定，此前三天新共和国都没有行政机构。钦克利临危受命出任总理，下令亚美尼亚部队停火，要求与瓦希比帕夏在巴统和谈，选中巴统是方便在有必要时前往梯弗里斯，如在特拉布宗和谈这根本不可能。
亚美尼亚革命联盟对钦克利的做法不满，特别是下令撤离卡尔斯，因此一度拒绝加入内阁。他们与孟什维克谈判，得知孟什维克只会在钦克利与亚美尼亚人霍夫汉内斯·卡贾兹努尼间选择后让步。孟什维克深知，推举卡贾兹努尼会令外界认定新共和国打算继续战斗，保卫亚美尼亚领土，进而导致阿塞拜疆族退出联邦，奥斯曼大军对亚美尼亚剩余领土的威胁就更大，亚美尼亚革命联盟至少现阶段不能表态支持。议会4月26日确认13名内阁人选， 钦克利任总理兼外长，其他职务亚美尼亚人占四个，阿塞拜疆人五个，格鲁吉亚人三个。阿塞拜疆与格鲁吉亚在内阁占领导地位，历史学家菲鲁兹·卡泽姆扎德指出，这正是当时“外高加索各势力间的关系”。钦克利在议会发表就职演讲，宣布他会致力确保所有公民权利平等，根据与邻国的协议划定边界。他还进一步提出包含五大要点的执政纲领：制订宪法、划定边界、结束战争、打击反革命和无政府行径、土地改革。
5月11日巴统召开和会，钦克利与瓦希比帕夏出席。钦克利会前再度要求其他同盟国与会，奥斯曼代表不予理会。双方均邀请观察员参加，外高加索民主联邦共和国请来奥托·冯·洛索将军为首的德国小观察团，奥斯曼帝国支持尚未获国际社会承认的北高加索山区共和国，代表团就有该国代表。钦克利希望以《布列斯特－里托夫斯克条约》为基础和谈，但奥斯曼司法大臣哈利勒·门特瑟为首的代表团拒绝。哈利尔声称两国还在交战，奥斯曼不再承认前述条约，要求钦克利接受正式起草的条约草案。
新条约共有12条，要求外高加索在阿尔达汉、巴统、卡尔斯的基础上再割让阿哈爾卡拉基、阿哈尔齐赫、苏尔玛林三县，还有亚历山德罗波尔县和埃奇米阿津县大范围地区，基本都是卡尔斯至朱利法铁路沿线领土，将把亚美尼亚全境纳入奥斯曼帝国。奥斯曼希望利用该铁路把部队快速运往北波斯与英军交战，但历史学家理查德·霍瓦尼西亚认为该国真正目的是通向巴库，获取该城周边产出的石油。
奥斯曼军队只给外高加索民主联邦共和国几天时间考虑，5月21日就继续进军亚美尼亚，与亚美尼亚人在阿巴兰、萨达拉帕特、卡拉基利萨交战，但一直无法彻底击败亚美尼亚人。奥斯曼部队攻势放缓，最终被迫撤退。

## 解体

### 德国干预
5月22日，兵分两路的奥斯曼大军距葉里溫只剩40公里，离梯弗里斯还有120公里。外高加索民主联邦共和国向冯·洛索和德国求援，冯·洛索曾于5月19日表示愿为外高加索民主联邦共和国和奥斯曼帝国调停但没有任何进展。德国与奥斯曼帝国名义上是盟友，但此前数月关系恶化，德国公众对奥斯曼政府屠杀基督徒不满，德国政府也对奥斯曼军队违反《布列斯特－里托夫斯克条约》规定继续深入外高加索不以为然。德国人对高加索自有战略打算，希望保留潜在路线攻打英属印度并获取当地原材料，但在奥斯曼帝国横插一脚的情况下无法实现。
亚美尼亚人与奥斯曼军队交战，阿塞拜疆族对布尔什维克控制巴库别有打算，格鲁吉亚人认定三族同床异梦，联邦共和国无以为继。5月14日佐达尼亚前往巴统请德国协助确保格鲁吉亚独立，同月21日回到梯弗里斯，表示对独立充满信心。当天亚美尼亚、阿塞拜疆、格鲁吉亚三族议会代表会晤后认定继续维持联邦共和国的希望渺茫。格鲁吉亚代表次日开会，认定独立是唯一合理的选择。佐达尼亚与祖拉布·阿瓦利什维利5月22日起草《格鲁吉亚独立宣言》，佐达尼亚随即再赴巴统与冯·洛索面谈。5月24日冯·洛索回复，德国政府只授权他与整个外高加索民主联邦共和国合作，该国明显解体在即，他必须离开特拉布宗，从本国政府获取进一步指示。

### 瓦解

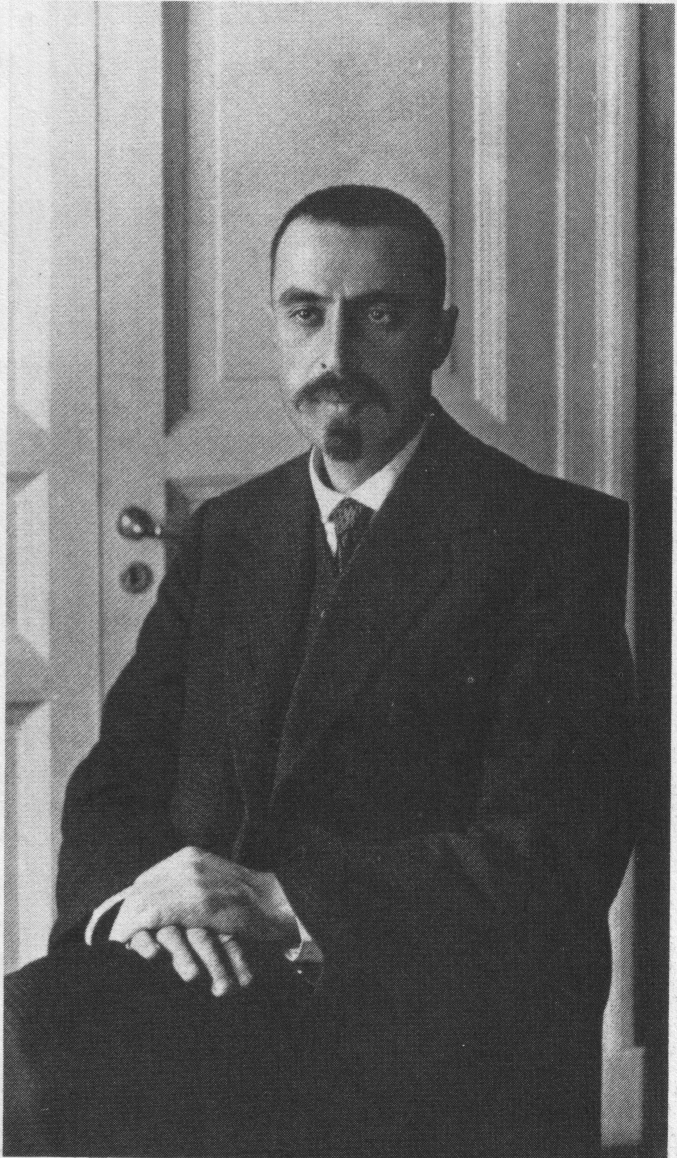
伊拉克利·策烈铁里在议会发表最终演说，呼吁外高加索民主联邦共和国解散，格鲁吉亚独立

策烈铁里5月26日在议会发表两场演说，第一场说明人民缺乏团结和民族分歧导致面对奥斯曼入侵国家无法协调行动，外高加索民主联邦共和国无以为继。第二场演说指责阿塞拜疆族不支持国防，声称联邦共和国已经失败，现在格鲁吉亚应该宣布独立。当天下午三时动议通过：“外高加索共和国的创立者在战争与和平问题出现根本分歧，已经不可能以整个外高加索的名义建立统一权威，议会证明外高加索确实已经瓦解，因此放弃权力”。大部分代表离开会场，仅格鲁吉亚代表短暂停留后与格鲁吉亚民族委员会委员会合。佐达尼亚宣读《格鲁吉亚独立宣言》，宣布喬治亞民主共和國独立。两天后《亚美尼亚独立宣言》与《阿塞拜疆独立宣言》相继公布，分别建立亚美尼亚共和国与亞塞拜然民主共和國。三个新生独立国家均于6月4日与奥斯曼帝国签署和约，结束战争。亚美尼亚接下来与阿塞拜疆和格鲁吉亚短暂交战，确立最终边界。

## 影响
仅持续一个月的外高加索民主联邦共和国影响非常有限，历史学术界的研究很少。历史学家阿德里安·布里斯库与蒂莫西·布劳维尔特指出：“无论从当时的参与者还是当地后世学者角度来看，该国成立都非常独特和偶然，而且肯定不会再度发生”。斯蒂芬·琼斯表示，外高加索民主联邦共和国是外高加索唯一一次尝试建立独立联盟。霍瓦尼西亚称，从短暂存在期间的作为来看，该国“既不独立，又不民主，更非联邦或共和国”。
1922至1936年，三个继承国在布尔什维克统治下被迫重新统一为苏联治下的外高加索社会主义联邦苏维埃共和国，随后再度瓦解成三个苏联加盟共和国：亚美尼亚苏维埃社会主义共和国、阿塞拜疆苏维埃社会主义共和国、格鲁吉亚苏维埃社会主义共和国。进入现代后，亚美尼亚、阿塞拜疆、格鲁吉亚的史学史研究基本不把外高加索民主联邦共和国视为国家，仅看成三国走向独立的第一阶段。

## 政府

### 内阁
| 职位         | 姓名                          |
| ------------ | ----------------------------- |
| 总理         | 阿卡基·钦克利                 |
| 外交部长     | 阿卡基·钦克利                 |
| 内政部长     | 诺埃·拉米什维利               |
| 财政部长     | 亚历山大·哈蒂斯安             |
| 交通部长     | 胡达达·贝伊·马利克-阿斯拉诺夫 |
| 司法部长     | 法塔利汗·霍伊斯基             |
| 战争部长     | 格里戈尔·乔加泽               |
| 农业部长     | 诺伊·霍梅里基                 |
| 教育部长     | 纳西布·伊西费贝利             |
| 工商部长     | 马马德·哈桑·哈金斯基          |
| 供应部长     | 阿维蒂克·萨基安               |
| 社会福利部长 | 霍夫汉内斯·卡贾兹努尼         |
| 劳工部长     | 阿拉马伊斯·艾尔津基安         |
| 国务部长     | 易卜拉欣·盖达罗夫             |

## 脚注
1. 1 2  Brisku & Blauvelt 2020，第2頁.
2. ↑  Javakhishvili 2009，第159頁.
3. ↑  Uratadze 1956，第64頁.
4. ↑  Slye 2020，第119, note 1頁.
5. ↑  Bournoutian 2018，第35 (note 25)頁.
6. ↑  Tsutsiev 2014，第50頁.
7. ↑  Bournoutian 2018，第xiv頁.
8. ↑  Saparov 2015，第20頁.
9. ↑  Saparov 2015，第21–23頁.
10. ↑  Marshall 2010，第38頁.
11. ↑  King 2008，第146頁.
12. ↑  King 2008，第150頁.
13. ↑  Kazemzadeh 1951，第3頁.
14. ↑  King 2008，第154頁.
15. ↑  Marshall 2010，第48–49頁.
16. ↑  Suny 2015，第228頁.
17. ↑  Kévorkian 2011，第721頁.
18. ↑  King 2008，第157–158頁.
19. ↑  Kazemzadeh 1951，第32–33頁.
20. ↑  Hovannisian 1969，第75頁.
21. ↑  Hasanli 2016，第10頁.
22. ↑  Swietochowski 1985，第84–85頁.
23. ↑  Reynolds 2011，第137頁.
24. 1 2  Suny 1994，第186頁.
25. ↑  Kazemzadeh 1951，第35頁.
26. ↑  Kazemzadeh 1951，第54–56頁.
27. ↑  Kazemzadeh 1951，第57頁.
28. ↑  Swietochowski 1985，第106頁.
29. ↑  Kazemzadeh 1951，第58頁.
30. 1 2  Mamoulia 2020，第23頁.
31. ↑  Kazemzadeh 1951，第84頁.
32. ↑  Swietochowski 1985，第108頁.
33. ↑  Kazemzadeh 1951，第85頁.
34. ↑  Engelstein 2018，第334頁.
35. ↑  Hovannisian 1969，第124頁.
36. 1 2 3 4  Hovannisian 1969，第125頁.
37. 1 2  Kazemzadeh 1951，第87頁.
38. ↑  Bakradze 2020，第60頁.
39. ↑  Swietochowski 1985，第110頁.
40. ↑  Hovannisian 1969，第128–129頁.
41. ↑  Hovannisian 1969，第130頁.
42. ↑  Forestier-Peyrat 2016，第166頁.
43. ↑  Kazemzadeh 1951，第91頁.
44. 1 2  Kazemzadeh 1951，第93頁.
45. ↑  Hovannisian 1969，第131頁.
46. ↑  Swietochowski 1985，第121頁.
47. ↑  Hovannisian 1969，第132頁.
48. ↑  Kazemzadeh 1951，第93–94頁.
49. ↑  Hovannisian 1969，第135頁.
50. ↑  Kazemzadeh 1951，第94–95頁.
51. ↑  Hovannisian 1969，第140頁.
52. ↑  Hovannisian 1969，第137頁.
53. ↑  Kazemzadeh 1951，第96頁.
54. ↑  Brisku 2020，第32頁.
55. ↑  Reynolds 2011，第203頁.
56. ↑  Hovannisian 1969，第150–151頁.
57. 1 2  Hovannisian 1969，第152頁.
58. ↑  Kazemzadeh 1951，第98–99頁.
59. ↑  Kazemzadeh 1951，第99頁.
60. ↑  Kazemzadeh 1951，第99–100頁.
61. ↑  Swietochowski 1985，第124頁.
62. ↑  Kazemzadeh 1951，第101頁.
63. ↑  Hovannisian 1969，第155頁.
64. ↑  Kazemzadeh 1951，第100頁.
65. ↑  Taglia 2020，第50頁.
66. ↑  Marshall 2010，第89頁.
67. ↑  Kazemzadeh 1951，第103頁.
68. ↑  Kazemzadeh 1951，第103–104頁.
69. ↑  Hovannisian 1969，第159–160頁.
70. ↑  Hovannisian 1969，第160–161頁.
71. ↑  Kazemzadeh 1951，第105頁.
72. 1 2 3  Hovannisian 1969，第162頁.
73. ↑  Kazemzadeh 1951，第106頁.
74. 1 2 3  Kazemzadeh 1951，第108頁.
75. ↑  de Waal 2015，第149頁.
76. ↑  Hovannisian 2012，第292–294頁.
77. ↑  Hovannisian 1969，第163頁.
78. ↑  Hovannisian 1969，第167–168頁.
79. 1 2  Kazemzadeh 1951，第107頁.
80. ↑  Hovannisian 1969，第168頁.
81. ↑  Kazemzadeh 1951，第109頁.
82. ↑  Hovannisian 1969，第172頁.
83. ↑  Hovannisian 1969，第173頁.
84. ↑  Kazemzadeh 1951，第110頁.
85. ↑  Hovannisian 1969，第174頁.
86. ↑  Zolyan 2020，第17頁.
87. ↑  Hovannisian 2012，第299頁.
88. ↑  Hovannisian 1969，第176頁.
89. ↑  Kazemzadeh 1951，第113–114頁.
90. ↑  Hovannisian 1969，第176–177頁.
91. ↑  Hovannisian 1969，第177–179頁.
92. 1 2  Kazemzadeh 1951，第115頁.
93. ↑  Hovannisian 1969，第183頁.
94. ↑  Hovannisian 1969，第184頁.
95. ↑  Hovannisian 1969，第181頁.
96. ↑  Kazemzadeh 1951，第120頁.
97. ↑  Hovannisian 1969，第188頁.
98. ↑  Suny 1994，第191–192頁.
99. ↑  Kazemzadeh 1951，第123–124頁.
100. ↑  Kazemzadeh 1951，第125–127頁.
101. ↑  Kazemzadeh 1951，第177–183, 215–216頁.
102. ↑  Brisku & Blauvelt 2020，第3頁.
103. ↑  Brisku & Blauvelt 2020，第1頁.
104. ↑  Jones 2005，第279頁.
105. ↑  King 2008，第187頁.
106. ↑  Brisku & Blauvelt 2020，第4頁.